# Serra de Bufadors
La Serra de Bufadors és una serra situada al municipi de Santa Maria de Besora, a la comarca d'Osona i el de Ripoll, a la comarca del Ripollès, amb una elevació màxima de 1.006 metres, el turó Gran de Bufadors.
El nom de 'bufadors' ve del soroll que sovint se sent quan l'aire circula entre les cavitats de les roques, on predominen els gresos en els quals, a causa de la forta inclinació dels materials, s'hi han produït esquerdes.